# 16230 Бенсон
16230 Бенсон (16230 Benson) — астероїд головного поясу, відкритий 9 березня 2000 року.
Тіссеранів параметр щодо Юпітера — 3,386.